# Jon Davison
 (juillet 2019).
Si vous disposez d'ouvrages ou d'articles de référence ou si vous connaissez des sites web de qualité traitant du thème abordé ici, merci de compléter l'article en donnant les références utiles à sa vérifiabilité et en les liant à la section « Notes et références ».
Pour les articles homonymes, voir Jon Davison (homonymie).
Jon Davison, né le 16 janvier 1971, est un chanteur, auteur-compositeur et musicien multi-instrumentiste américain. Il est le chanteur du groupe rock progressif Yes depuis 2012, en remplacement de Benoît David qui a quitté le groupe pour raison de santé. Il est également connu pour être l'ancien chanteur du groupe rock progressif Glass Hammer de 2009 à 2014, et l'ancien bassiste de Sky Cries Mary de 1993 à 2016, avec lequel il a été hérité de son surnom de « Juano ». Depuis son enfance, il est un ami du batteur des Foo Fighters, Taylor Hawkins. 

## Carrière

### Premières années
Les premières activités de Davison dans la musique commencent lorsqu'il chante dans le chœur de jeunes de l'église dirigé par sa mère. Dès son plus jeune âge, elle lui apprend à apprécier la musique et à aimer chanter. Peu de temps après, il commence à jouer de la guitare et de la basse, ce qui le conduit finalement au lycée à jouer dans divers groupes de reprises avec son meilleur ami d'enfance, Taylor Hawkins (actuellement batteur des Foo Fighters). C'est ce dernier qui lui donne le surnom de « Juano » qui lui reste à ce jour.

### Sky Cries Mary
Davison ensuite accède à l' « Art Institute of Seattle » pour y étudier la production audio et vidéo et où il décroche le poste de bassiste du groupe Sky Cries Mary. Au cours des années 1990 et 2000, il enregistre ainsi cinq albums studio avec eux, un autre sur lequel il n'apparaît que sur quatre chansons, un E.P. plus un dernier disque en concert. Parmi les moments forts de cette période, citons les voyages au Japon et des talk-shows de fin de soirée, dont Late Night with Conan O'Brien et The Daily Show.
En 2001, Davison et son épouse déménagent pendant un an dans la maison brésilienne de Maewe. Tout en y vivant, Davison joue de la basse avec Ronald Augusto.
Le 26 novembre 2016, Sky Cries Mary présente une nouvelle formation, dont Davison ne fait pas partie.

### Glass Hammer
Davison reste membre de Sky Cries Mary, mais rejoint également le groupe hommage à Yes, « Roundabout » aujourd'hui dissout. En 2009, Glass Hammer découvre Davison en train de chanter des chansons de Yes en ligne et lui demande de rejoindre le groupe comme « la voix pour laquelle nous écrivions depuis toujours de la musique », selon les membres fondateurs Steve Babb et Fred Schendel. Il enregistre depuis cinq albums avec eux, Il est le chanteur principal des trois premiers et partage ce rôle sur Ode to Echo, compte tenu de ses engagements avec Yes. Il quitte ensuite le groupe pour se concentrer sur son travail avec Yes.
Lors du festival Cruise to the Edge en 2018, Davison joue avec Glass Hammer en tant qu'invité. Comme Glass Hammer était principalement un projet de studio lorsqu'il y était membre, il s'agit de la première fois qu'il joue avec eux en concert.

### Yes
En février 2012, Davison est annoncé comme nouveau chanteur du groupe Yes, en remplacement de Benoît David, qui a quitté le groupe pour raison de santé. « Bizarrement, le nom de Jon a été mentionné lorsque nous avons commencé à travailler avec Benoit », se souvient le bassiste de Yes, Chris Squire. « En fait, mon ami Taylor Hawkins, me disait depuis des années : " Si vous avez besoin d'un remplaçant comme chanteur, je connais exactement le type " ». Davison décrit ainsi « la manière dont le groupe avait organisé une tournée alors que Benoit David était parti, donc il y avait une sorte de course effrénée pour résoudre cette affaire parce qu'ils ne voulaient pas arrêter la tournée. Donc au même moment, Chris appelle Taylor pour obtenir mon numéro de téléphone, car il voulait m'appeler, puis le gérant de Yes cherchait à me contacter lui aussi, alors ils m'ont appelés tous les deux ».
Davison tourne avec Yes depuis qu'il a rejoint le groupe et chante en 2014 sur le vingt-et-unième album studio Heaven & Earth, sur lequel il a écrit ou coécrit sept des huit chansons. 
En 2018, Jon participe à l'album hommage à Chris Squire intitulé A Life in Yes: The Chris Squire Tribute sur deux chansons, soit On the Silent Wings of Freedom avec Patrick Moraz et Parallels avec Tony Kaye. Sur d'autres chansons de l'album, on retrouve aussi (entre autres musiciens) Steve Hackett, Annie Haslam, Sonja Kristina ainsi que Nikki Squire et Todd Rundgren.
Toujours au sein de Yes, il participe à The Quest (2021) et Mirror to the Sky 
(2023), les deux albums suivants du groupe.

### Autres
En 2018, Davison apparait lors d'un concert des Foo Fighters, qui inclut son ami d'enfance Tom Walker, pour interpréter la chanson de Rush Tom Sawyer avec eux.

## Discographie

### Sky Cries Mary
- 1994 : This Timeless Turning - Jon Davison joue : Basse, Moog Taurus Bass Pedals sur tout l'album.
- 1997 : Moonbathing on Sleeping Leaves - Djembé sur 2 pièces, guitare acoustique 12 cordes sur 2 autres pièces.
- 1998 : Fresh Fruits for the Liberation - Basse, Moog Taurus Bass Pedals sur tout l'album.
- 1999 : Seeds - Extended Play de 4 chansons - Basse, percussions.
- 2005 : Here and Now - Basse, guitare acoustique, claviers, chœurs.
- 2007 : Small Town - Basse, guitare acoustique, claviers.
- 2009 : Space Between the Drops - Basse.
- 2011 : Taking The Stage: 1997–2005 - Basse, guitare, chœurs.

### Glass Hammer
- 2010 : If - Chant - Pochette de Roger Dean.
- 2011 : Cor Cordium - Chant, guitare acoustique - Pochette de Roger Dean.
- 2012 : Perilous - Chant.
- 2014 : Ode to Echo - Chant, chœurs.
- 2017 : Untold Tales - Chœurs sur A Grain of Sand et Cool Air.

### Yes

#### Album studio
- 2014 : Heaven & Earth
- 2021 : The Quest
- 2023 : Mirror to the Sky

#### Album live
- 2014 : Like It Is: Yes at the Bristol Hippodrome
- 2015 : Like it is : Yes at The Mesa Arts Center
- 2017 : Topographic Drama – Live Across America
- 2019 : 50 Live
- 2020 : The Royal Affair Tour (Live in Las Vegas)

### Collaborations
- 2012 : The Stories of H.P. Lovecraft: A SyNphonic Collection Artistes variés - Chant sur Cool Air Avec The Samurai of Prog.
- 2012 : Tales from the Edge: A Tribute to the Music of Yes Artistes variés - - Chant et tambourin sur Starship Trooper
- 2012 : Absinthe Tales of Romantic Visions de Mogador - Chant sur The Sick Rose
- 2015 : The Birds of Satan de The Birds of Satan - Chœurs sur Pieces of the Puzzle et Raspberries
- 2015 : Citizen de Billy Sherwood - Chant sur Written in the Centuries - Avec Steve Hackett, Rick Wakeman, etc.
- 2016 : Lost and Found de The Samurai of Prog - Chant sur She (Who Must be Obeyed)
- 2017 : Chaptersend de Mogador - Chœurs sur Josephine's Regrets
- 2018 : Difference - Single de Edison's Lab - Chœurs
- 2018 : A Life in Yes: The Chris Squire Tribute Artistes variés - Chant sur On the Silent Wings of Freedom et Parallels.
- 2019 : Acceleration Theory Part One: AlienA de In Continuum - Chant sur Scavengers et Meant To Be.
- 2019 : Planetary Overload Part 1: Loss de United Progressive Fraternity - Chant - Avec Steve Hackett, Nick Magnus et Michel St-Père